# 운수사 아미타 삼존도
부산 운수사 아미타삼존도(釜山 雲水寺 阿彌陀三尊圖)는 부산광역시 사상구 모라동, 운수사에 있는 아미타삼존도이다. 2008년 9월 11일 부산광역시의 문화재자료 제43호로 지정되었다.

## 개요
본 작품은 족자형이며, 안료의 변색과 박락으로 인해 보존상태는 전체적으로 양호하지 못하다. 배면 중앙에는 세로 3행의 다라니가 주서로 적혀 있고, 네면 모서리에 주서(朱書) 범자가 한자(一字)씩 적혀 있다.
화면 중앙에 여래좌상을 중심으로 좌우에 보살입상을 배치한 여래삼존상이다. 본 존불은 두광과 신광을 갖추고 아래에서 솟아 오른 청색 연화좌 위에 앉아 오른손은 항마인, 가슴 앞까지 올린 왼손은 엄지와 중지를 맞댄 미타정인이다. 협시보살상은 모두 녹색 두광에 백색 신광을 갖추었는데, 좌측에는 보관에 화불을 갖추고 여의(如意)를 쥔 보살상을 배치하고, 맞은편에는 여의를 쥔 보살상을 묘사하였다.
본 작품은 항마인과 설법인을 동시에 갖추고 있는 본존불의 수인. 좌우 협시보살의 불분명한 도상적 특징, 백색 신광의 표현, 솟아 오른 연화대좌의 표현 등 19세기 이후부터 근대기에 이르는 혼재된 도상적 특징을 보이고 있다. 아울러 화기를 통해 제작시기(1907년, 光武 11년)와 제작자(금어비구 敬崙)를 알 수 있어 당시 불화 연구에 자료적 가치가 있는 문화재이다.

## 참고 자료
- 운수사아미타삼존도 - 국가유산청 국가유산포털
- 이 문서에는 문화재청에서 공공누리 제1유형으로 배포된 자료를 바탕으로 한 내용이 포함되어 있습니다.